# إيسكالانتي (كانتابريا)
بلدية إيسكالانتي (بالإسبانية: Escalante)‏، هي إحدى بلديات منطقة كانتابريا, المصنفة على أنها مقاطعة أيضاً، في شمال إسبانيا.
يبلغ عدد سكانها 719 نسمة وفقاً لإحصائية سنة (2002).